# Richard Kindleberger
Richard Kindleberger (Baltimore, 17 de junho de 1942 – Cambridge, 1 de janeiro de 2010) foi um jornalista e editor norte-americano que trabalhava no Boston Globe

## Morte
Depois de passar pelo menos trinta anos como repórter e editor, Kindleberger morreu de um tumor cerebral em 1 de janeiro de 2010 em casa em Cambridge, Massachusetts, aos 67 anos.